# 龍華科技大學

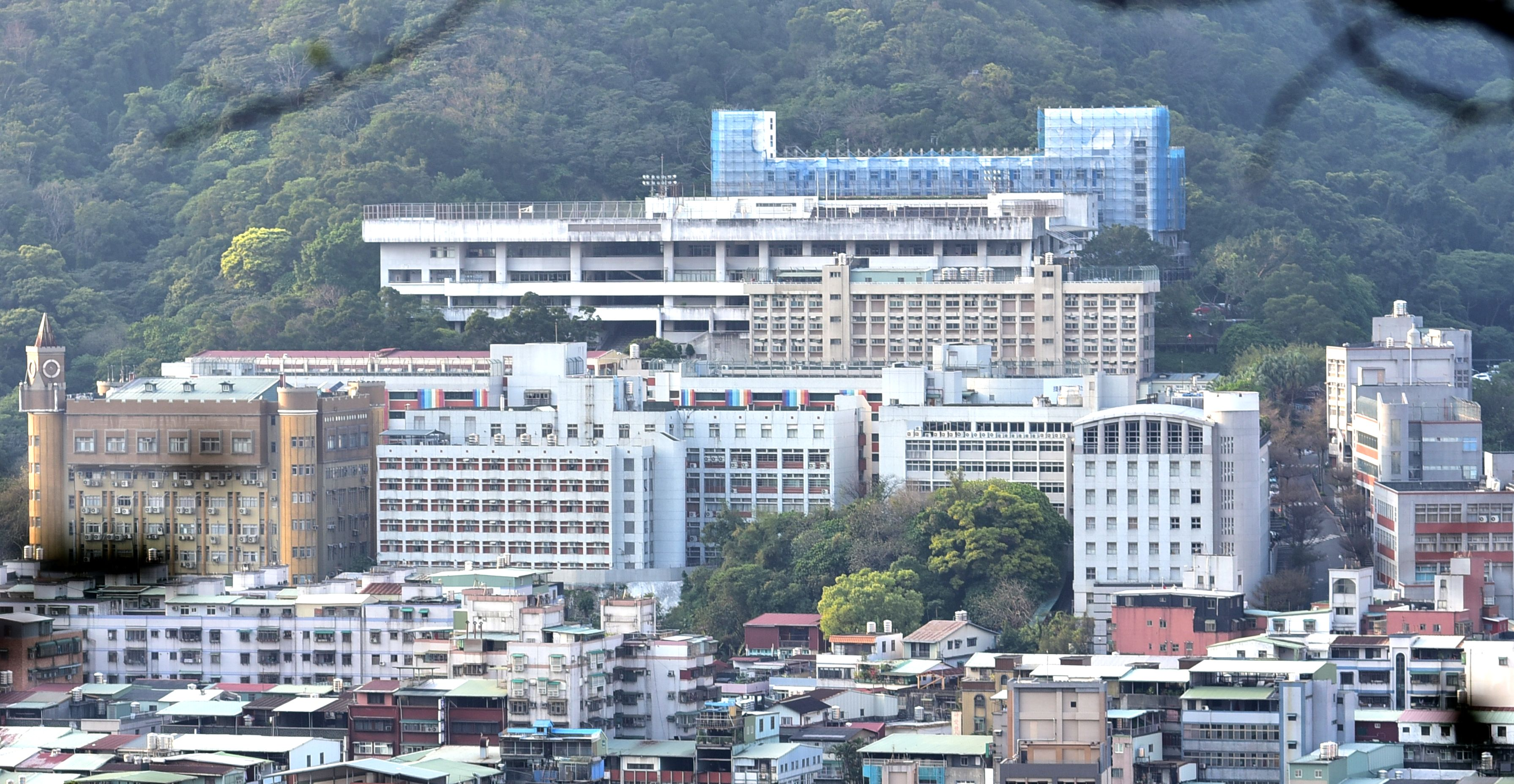
龍華科技大學校園

龍華科技大學，簡稱龍華科大（英語：Lunghwa University of Science and Technology，縮寫：LHU），為一所位於桃園市龜山區的科技大學。由太平洋電線電纜公司創辦人孫法民及其夫人孫陳淑娟所創辦，初期設立時以工業技藝為主要專科，後來才逐漸擴大至其他領域，2001年8月1日升格為龍華科技大學，是台中以北地區第一所改制為科技大學之私立技專校院。目前設置工程、管理、人文暨設計等三個學院。

## 簡介

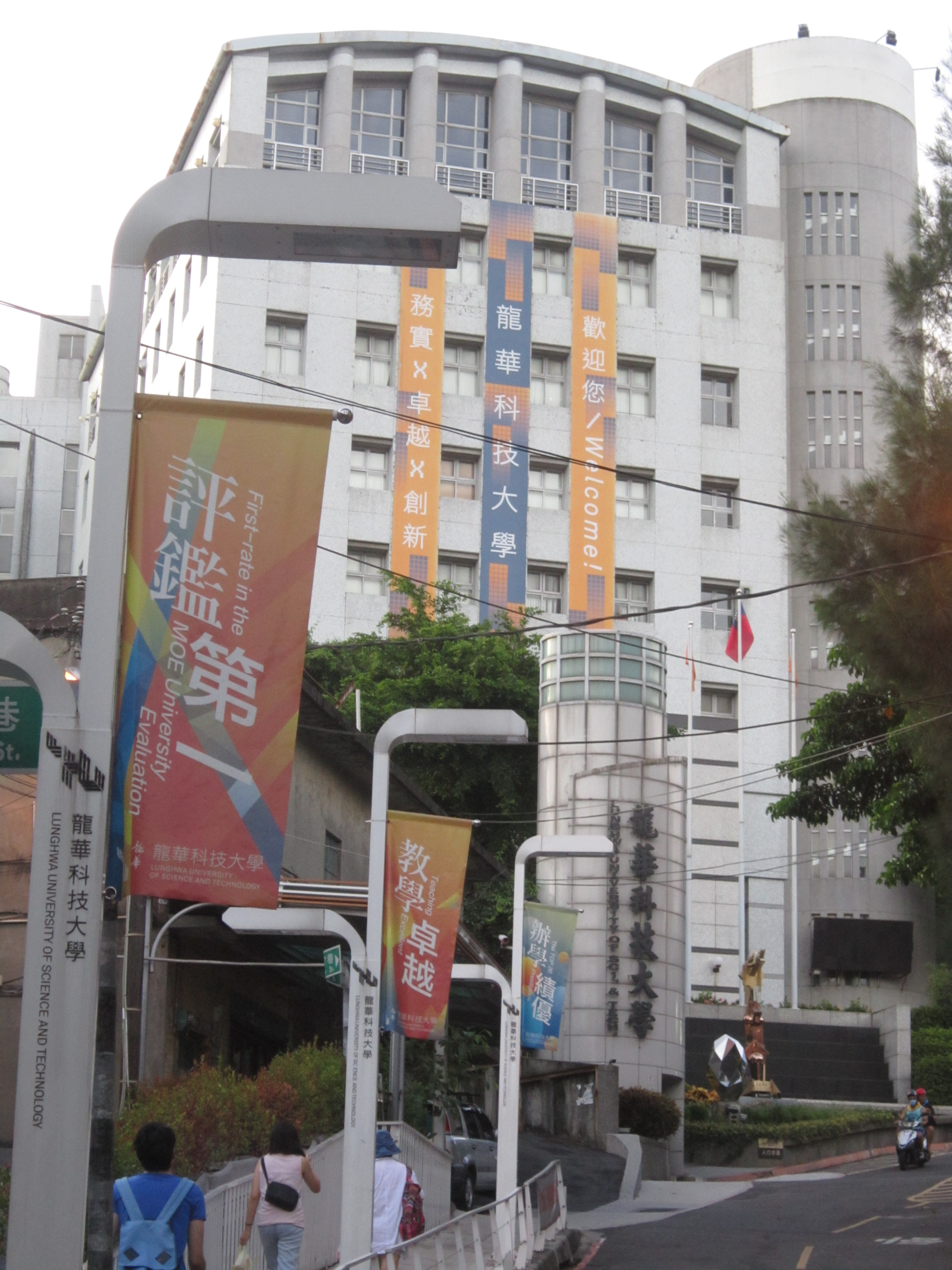
龍華科大法民大樓

龍華科技大學於1969年11月奉准立案，12月12日新生註冊，此後遂訂定此日為學校校慶。創辦人孫法民先生偕夫人孫陳淑娟女士，選定龍迴鳳舞之「迴龍丹鳳」地區，以「龍之傳人，耀我中華」為建校宗旨，並手訂校訓「勤、敬、誠、樸」之精神，創辦本校，命名為「私立龍華工業技藝專科學校」，初期僅設機械技術、電工技術、工業電子及電化技術四科。學校秉持「務實、卓越、創新」為教育理念，建構完整組織架構，並以學術與技術研發，從事教學、實務與學術研究，以培育出兼具專業技術及人文素養的博雅科技人才。
龍華科大是台中以北地區第一所獲得教育部核定的私立科技大學。目前設有工程學院、管理學院及人文暨設計學院共三學院、十四系及九碩士班，為培育產業優質實務人才、提供創新技術服務的應用型科技大學。在務實致用的基礎下，學校堅持「二不二要」，「二不」－不刻意追求國際間大學排名、不以培養諾貝爾獎得主為辦學目標；「二要」－學生畢業後要能廣受企業歡迎，企業願用較高的待遇來聘用學校畢業生、學校要有足夠的科研能量，協助產業解決問題，轉型升級。
為達成產學無縫接軌的目標，龍華科技大學自2012年10月，率先推出「訂單式就業學程」，透過相關領域指標和關鍵性企業合作，依據企業人才需求，學校與合作企業共同規劃「客製化」課程，邀請業師授課、共同指導學生專題製作，並安排參與就業學程的學生，赴合作企業進行一學期或一學年的實習，實習情形良好的畢業生，由合作企業優先聘用；經由訂單式就業學程，企業與學校相輔相成，互助互利，學生畢業即就業，即所謂「選擇龍華，一生榮華」，企業獲得專業人才，並降低人才培訓成本，學校亦可提高學生與企業滿意度，有效解決「學用落差」，共創三贏局面。

## 沿革

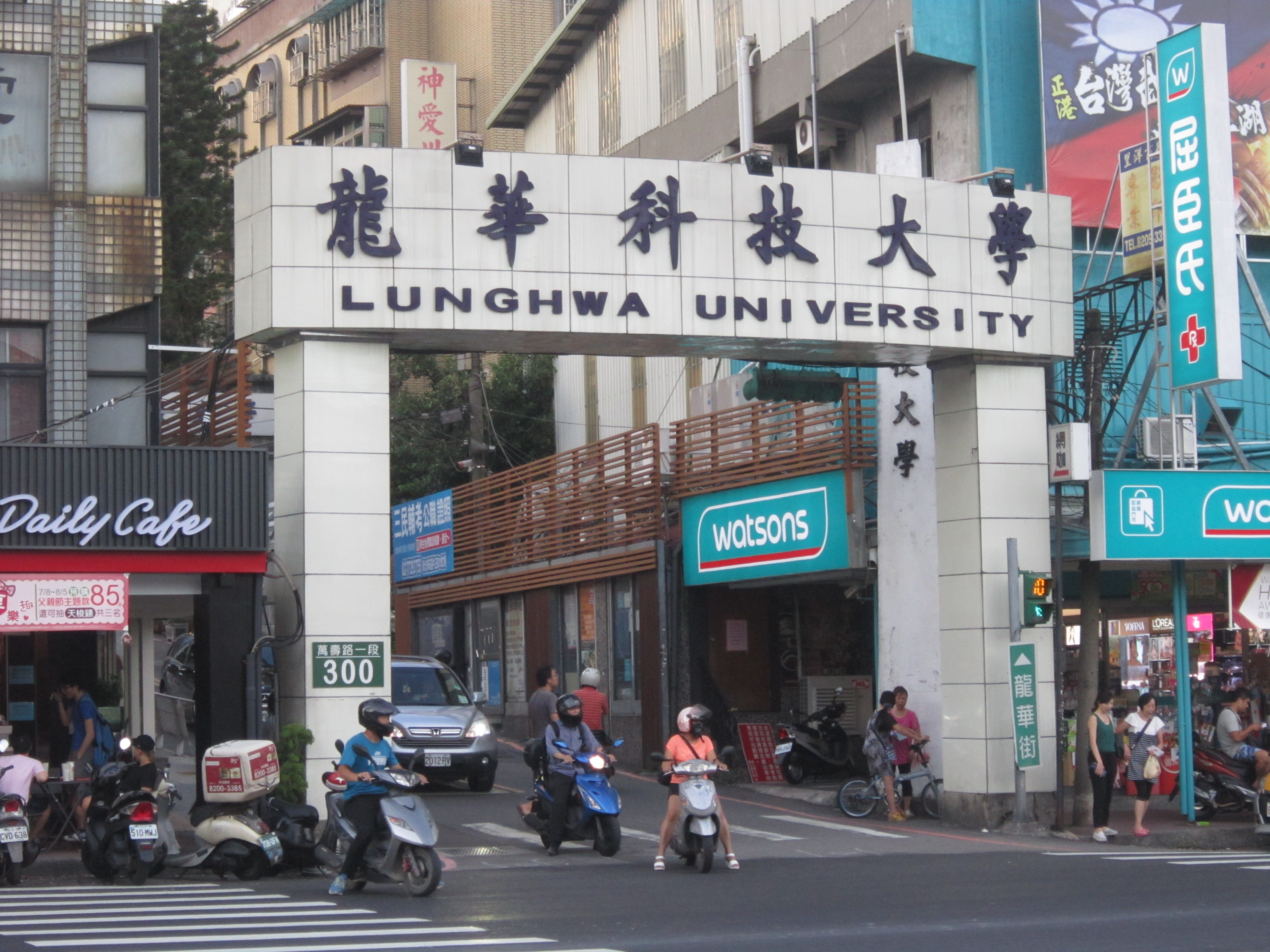
位於台一線萬壽路一段的校門

1969年11月，奉准立案成立「私立龍華工業技藝專科學校」，設立二年制專科部機械技術、電工技術、工業電子、電化技術四科，即目前機械工程、電機工程、電子工程、半導體工程四系前身。
1971年，更名「私立龍華工業專科學校」。
1972年，增設工業管理科，即工業管理系前身。
1983年，增設夜間部。
1988年，更名「私立龍華工商專科學校」，增設國際貿易科，即國際企業系前身。
1990年，增設電子資料處理科，即資訊管理系前身。
1998年，奉准改制「龍華技術學院」，並附設專科進修學校。設立四年制大學部。
1999年，增設財務金融系、企業管理系及應用外語系。
2001年8月，奉准改名「龍華科技大學」，設立工程學院、管理學院、電資學院及人文學院，增設資訊網路工程系、多媒體與遊戲發展科學系、商學與管理研究所及機械工程系碩士班。
2002年，增設電機工程系碩士班、電子工程系碩士班。
2004年，化學工程系更名化工與材料工程系，機械工程系碩士班更名工程技術研究所。
2005年，配合多媒體與遊戲發展科學系改隸人文學院，人文學院更名人文暨科學學院。
2006年，增設商學與管理研究所在職專班。
2007年，國際貿易系更名國際企業系。停止招收二技日間部及二技進修學院，招收二技在職專班。
2008年，增設工程技術研究所在職專班。招收四技在職專班。台北推廣教育中心遷移至迴龍校本部。
2009年，增設資訊管理系碩士班、電子工程系四技產學專班及四技在職專班。
2010年，增設工業管理系四技、機械工程科二專產學專班、數位遊戲設計學士後學位學程、手機行動數位平台遊戲設計與應用學士後學位學程。
2011年，停招數位遊戲設計學士後學位學程、手機行動數位平台遊戲設計與應用學士後學位學程。
2012年，裁撤電資學院，原有系所併入工程學院。人文暨科學學院更名人文暨設計學院。增設文化創意與數位媒體設計系、觀光休閒系，招收四技日間部、進修部及在職專班各一班。增設機械工程系碩士班及企業管理系碩士班。
2014年，增設多媒體與遊戲發展科學系碩士班、化工與材料工程系碩士班（化材組）。
2015年，增設化工與材料工程系碩士班電漿科技組、應用外語系國際觀光與會展碩士班、五專部化工與材料工程科。
2016年，增設資訊網路工程系碩士班。
2018年，增設五專部機械工程科、電機工程科及電子工程科。
2023年，化工與材料工程系更名為半導體工程系、國際企業系更名為數位行銷暨跨境商務系。
2025年，資訊網路工程系更名為資訊工程系。

### 校徽
| 校徽 | 年代           | 校徽說明                                                                           |
| ---- | -------------- | ---------------------------------------------------------------------------------- |
|      | 2001年至2011年 | 原龍華科大校徽，中央龍之圖騰於工專時期啟用，周圍中英文校名隨改名及改制而有所變動。 |
|      | 2011年~        | 100學年度啟用的學校象徵圖案，左側為英文校名縮寫"LHU"的立體字樣。                   |

## 校園環境

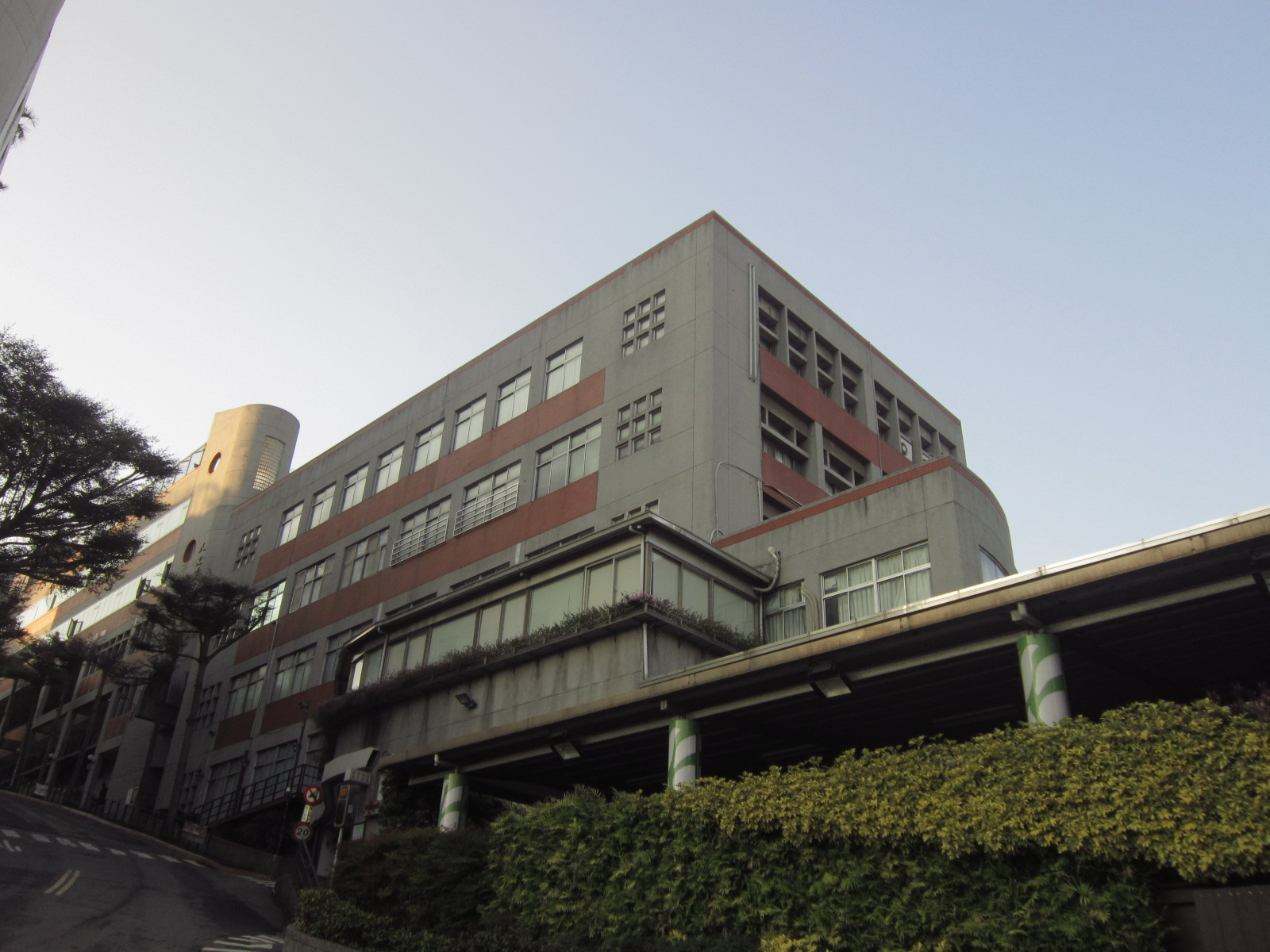
龍華科大人文暨設計學院

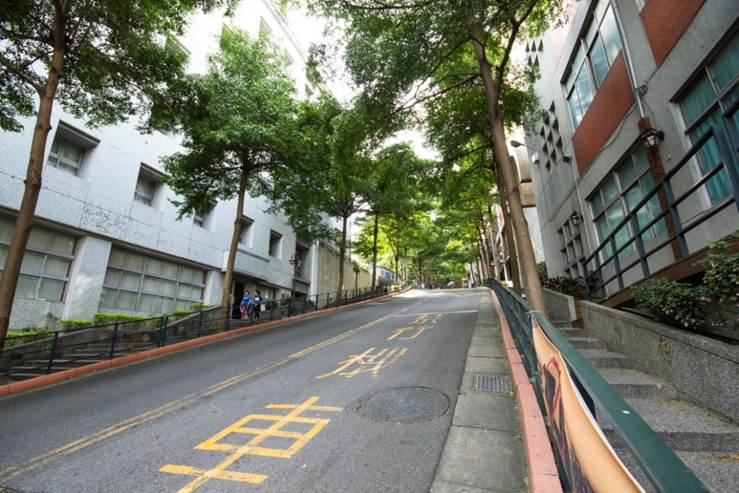
龍華坡道

龍華校園全境位於省道台一線旁的山坡上，校門前的龍華街則沿著山坡地由下而上延伸，進入龍華校內直到停車場及學生活動中心後方，將校園分隔為東西兩側。龍華街由於坡度相當陡峭而常被學生戲稱為「龍華坡」。
龍華科大位處新北市新莊區、樹林區與桃園市龜山區交界，緊臨台一線縱貫公路，距離台北捷運新蘆線迴龍站僅1公里，交通便捷。校區依山建築，環境寧靜幽美。由於學校位居台灣北部重要工業區樞紐，周圍環繞林口、華亞、龜山、樹林、土城及新北6大工業、科技產業園區；鄰近縣市又有新北、桃園等多家傳統製造業工廠、新莊副都心及新北知識產業園區等，具有獨特的地理位置優勢。

## 歷任校長
| 校名                     | 姓名   | 任職時間      | 備註                       |
| ------------------------ | ------ | ------------- | -------------------------- |
| 私立龍華工業技藝專科學校 | 李振雲 | 1969年—1972年 |                            |
| 私立龍華工業專科學校     | 李振雲 | 1972年—1984年 |                            |
| 私立龍華工業專科學校     | 孫道亨 | 1984年—1987年 | 現任董事長                 |
| 私立龍華工業專科學校     | 李華昌 | 1987年—1988年 |                            |
| 私立龍華工商專科學校     | 李華昌 | 1988年—1989年 |                            |
| 私立龍華工商專科學校     | 鄭進山 | 1989年—1997年 |                            |
| 龍華技術學院             | 鄭進山 | 1997年—1999年 | 改制後首任                 |
| 龍華技術學院             | 施河   | 1999年—2001年 |                            |
| 龍華科技大學             | 施河   | 2001年—2002年 | 改大後首任                 |
| 龍華科技大學             | 張文雄 | 2002年—2005年 |                            |
| 龍華科技大學             | 嚴文方 | 2005年—2008年 |                            |
| 龍華科技大學             | 黃深勳 | 2008年—2009年 | 代理                       |
| 龍華科技大學             | 葛自祥 | 2009年—至今   | 現任，創校迄今任期最久校長 |

## 教學單位
目前設有工程、管理、人文暨設計等三學院，合計大學部14系、1個博士班、五專部4科、碩士班8所。
| 工程學院 | 機械工程(科)系暨碩士班 | 半導體工程(科)系暨碩士班 （112學年前為「化工與材料工程科系暨碩士班」） | 電機工程(科)系暨碩士班 | 電子工程(科)系暨碩士班 |
| 工程學院 | 資訊網路工程系暨碩士班 | 先進電子構裝科技博士學位學程                                           |                        |                        |

| 管理學院 | 數位行銷暨跨境商務系 （112學年前為「國際企業系」） | 財務金融系 | 企業管理系暨碩士班 | 資訊管理系暨碩士班 |
| 管理學院 | 工業管理系                                         |            |                    |                    |

| 人文暨設計學院 | 應用外語系 | 多媒體與遊戲發展科學系暨碩士班 | 文化創意與數位媒體設計系 | 觀光休閒系 |

## 特色場域研發中心
| 工程學院 | 5G行動通訊模組測試與調校服務中心     | 高速傳輸介面電子構裝設計與測試人才及技術培訓基地 |
| 工程學院 | 電路板先進製造服務中心               | 半導體元件製程中心                               |
| 工程學院 | 深耕高端加工技術暨智慧機械類產線場域 | 連結亞洲·矽谷之跨域智慧物聯網創新實作教室        |

| 管理學院 | 國際市場開發專業教室 | 企業資源規劃暨雲端產學實務應用中心 |

| 人文暨設計學院 | 數位內容多媒體技術研發中心 | 文創時尚人才培育暨產學研發中心 |

## 學生自治組織
龍華科技大學學生會為全校最高自治組織，前身為「學生活動中心」，改制為龍華科技大學後，學生活動中心遂改為「學生會」，其組織底下分為行政部門-行政中心與立法部門-學生議會，歸類於學校自治性社團。

## 全球姐妹學校
以下是龍華科大的全球姊妹校列表：
| 國家       | 學校名稱 |
| ---------- | --- |
| 越南       | - 河內經營管理大學 - 河內阮必成經濟大學 - 河內百科工藝大學 - 胡志明市大學 - 河內國家大學 - 西貢大學 - 峴港大學 - 胡志明市技術教育大學 - 維宏工業學校 - 戴南大學 - 越南技術與經濟貿易學院 - 河內觀光學院 - 孫德生大學 - 胡志明市開放大學 - 胡志明市私立科技大學 - 莧港技術學院 |
|            | - 坎培拉大學 - 南澳大學 - 皇家布里斯本國際學院 |
| 日本       | - 東京工學院 - 宇都宮大學 - 秋田大學 - 東洋大學 - 國際教養大學 - 亞太大學交流會 |
| 英国       | - 英格蘭西敏寺大學 - 英格蘭桑德蘭大學 - 北愛爾蘭貝爾法斯特女王大學 - 德比大學 |
| 俄羅斯     | - 莫斯科無線電及電子自動化科技大學 - 莫斯科航太學院 - 普利莫斯卡大學 |
| 西班牙     | - 加利西亞自治區聖地亞哥-德孔波斯特拉大學 - 馬德里自治區阿爾卡拉大學 |
| 美国       | - 密西根州底特律聖母大學 - 喬治亞州莫瑟大學 - 密西根州勞倫斯理工大學 - 佛蒙特州西北理工大學 - 康乃狄克州橋港大學 - 堪薩斯州匹茲堡州立大學 - 肯塔基州西肯塔基大學ICSET - 俄亥俄州揚斯頓州立大學 - 明尼蘇達州明尼蘇達大學克魯克斯頓分校 - 明尼蘇達州西南州立大學 - 加利福尼亞州浸會大學 - 加利福尼亞州惠蒂爾學院 - 加利福尼亞州曼隆學院 - 聖地亞哥-德孔波斯特拉大學 - 堪薩斯州堪薩斯州立大學 - 中央佛羅里達大學 - 佛羅里達理工學院 - 霍奇斯大學 - 阿肯色大學 - 阿肯色大學小石城分校 - 聖荷西州立大學 |
| 乌克兰     | - VN卡拉辛哈爾科夫國立大學 |
| 斯洛維尼亞 | - 普林摩斯科大學 |
| 中国       | - 首都經濟貿易大學 - 山東科技大學 - 南京理工大學 - 北京工業大學 - 北京工商大學 - 深圳職業技術大學 - 寧波職業技術學院 - 廈門南洋職業學院 - 廈門華天涉外職業技術學院 - 上海電機學院 - 江蘇經貿職業技術學院 |
| 印度       | - 捷比商業學院 - 孟買唐博斯科技術學院 - 國立理工學院 (NTIC) - 博拉理工學院 |
| 爱尔兰     | - 都柏林大學 |
|            | - 慶旼大學 - 慶雲大學 - 仁德大學 - 群長大學 - 大邱科學大學 - 新安山大學 - 仁川才能大學 - 韓國國立首爾科學技術大學 - 韓瑞大學 |
| 马来西亚   | - 南方大學學院 - 馬來西亞理科大學 - 拉曼大學 - 雙威大學 - 新紀元學院 - 濱華中學 - 吉華獨立中學 |
| 荷蘭       | - 薩克森應用科技大學 |
| 菲律賓     | - 德拉蕯大學 - 遠東大學 |
| 泰國       | 朱拉隆功大學 蒙庫國王科技大學 曼谷北部大學 泰國亞裔學者學院 蘭塔納功欣皇家理工大學 泰國拉差那卡琳皇家大學 (or) 泰國北柳皇家師範大學 那空拍儂大學 蘭拍帕尼皇家大學 皇家瑪哈沙拉堪皇家大學 潘納空皇家師範大學 東方皇家理工大學 帕納空皇家技術大學 泰國南邦皇家大學 泰國宣素那他皇家大學 泰國農業大學 泰國暹羅大學 |
| 柬埔寨     | 柬埔寨國際組織科技大學 |
| 印尼       | 希望之光大學 梭羅穆罕默迪亞大學 泗水理工學院 波各農業大學 泗水國立大學 三寶隆瓦希德哈希姆大學 |
| 波蘭       | 華沙生命科學大學 |

## 參閲
- 發展典範科技大學計畫
- 獎勵大學教學卓越計畫
- 高教深耕計畫

## 外部連結
- 龍華科技大學 （页面存档备份，存于）
- 北區技專校院教學資源中心 （页面存档备份，存于）